# روبين بريفاتيلي
روبين بريفاتيلي (بالفرنسية: Robin Previtali)‏ (5 يونيو 1987 ببيزنسون في فرنسا - ) هو لاعب كرة قدم فرنسي في مركز الهجوم. لعب مع نادي بوفيه ونادي سوشو ونادي غويونيون ونادي كريتيل ونادي لوهان كويسو ونافال وFC Vesoul ‏.

## وصلات خارجية
- روبين بريفاتيلي على موقع رابطة كرة القدم الفرنسية للمحترفين (الإنجليزية)
- روبين بريفاتيلي على موقع قاعدة بيانات كرة القدم.إي يو (الإنجليزية)
- روبين بريفاتيلي على موقع Soccerway.com (الإنجليزية)